# KNUST

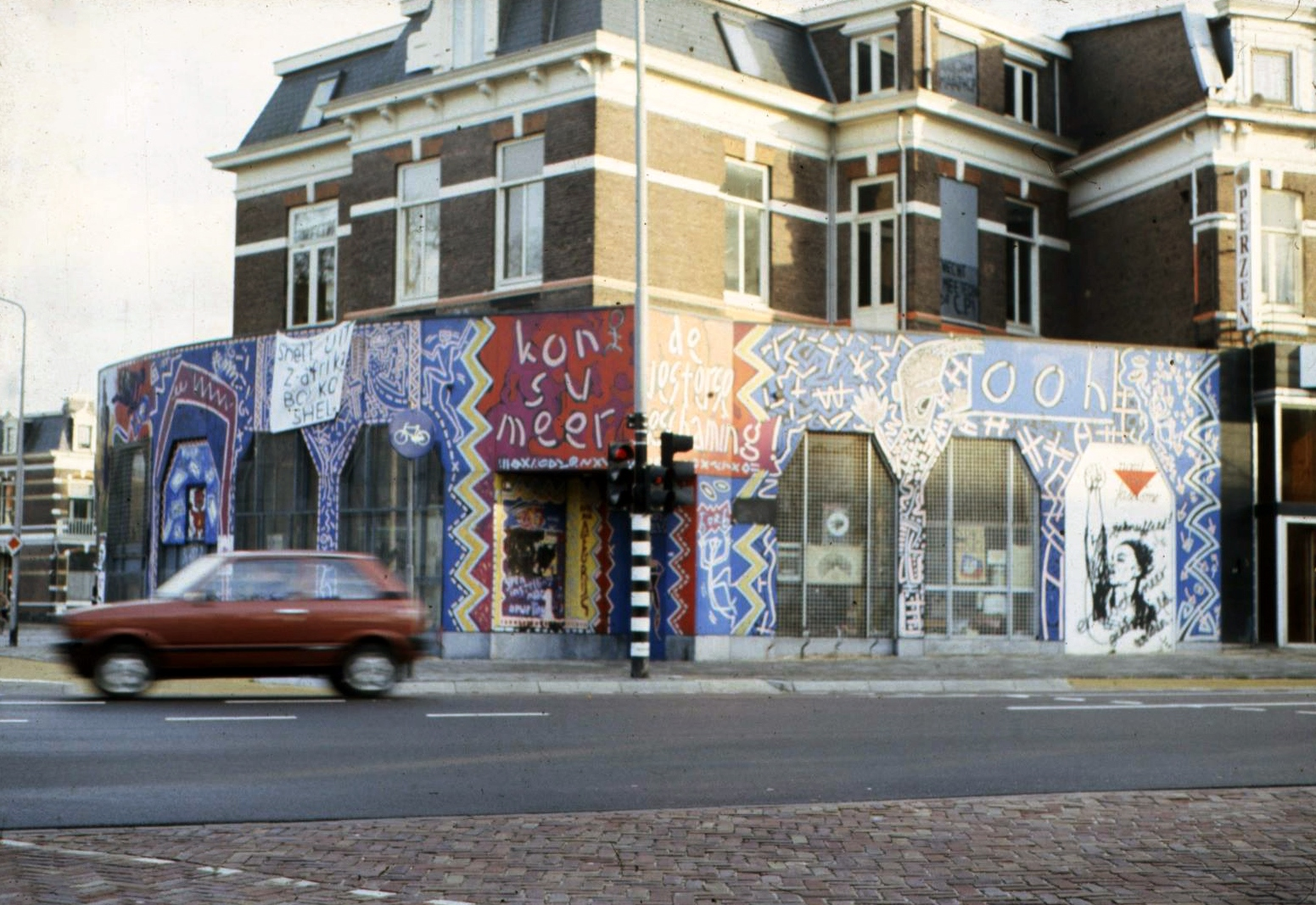
De Westland, ca. 1985

KNUST is een Nijmeegs kunstenaarsinitiatief dat voortkwam uit de plaatselijke kraakbeweging en in de jaren tachtig naam maakte met gestencilde uitgaven. Daarin werd een extraverte vormgeving gekoppeld aan vaak felgekleurde illustraties en opvallende teksten. KNUST (Kulturele Nijmeegse Universele Stichting) werd opgericht in november 1983 en had haar thuisbasis in het kraakpand De Westland. In de loop van de jaren negentig ging KNUST als stencildrukwerkplaats op in podium en productiehuis Extrapool en is daar als zodanig nog steeds actief. Eind 2014 startte KNUST met een tweede werkplaats in het AGA LAB in Amsterdam en verliet deze in 2023. KNUST startte daarna een samenwerkingsverband met Maiprintsin Amsterdam.
Het kleurenstencilwerk van KNUST is al decennialang toonaangevend in de wereld. KNUST-uitgaven bevinden zich nationaal en internationaal in museale collecties, van het Victoria and Albert Museum in Londen tot het MoMa in New York, en zijn al sinds decennia gewild bij verzamelaars van bijzonder drukwerk en kunstenaarsboeken. KNUST vormde een belangrijke factor bij de mondiale, nog steeds sterk groeiende populariteit van het digitale stencilen onder kunstenaars en grafici.